# Future Starts Now
"Future Starts Now" é uma canção da cantora e compositora alemã Kim Petras. A faixa foi lançada em 27 de agosto de 2021 através da Amigo e Republic Records, sendo o primeiro lançamento da artista por uma grande gravadora. A canção recebeu aclamação da crítica especializada e foi performada por Petras no pré-show do MTV Video Music Awards de 2021.
Originalmente a canção serviria como o primeiro single de seu planejado álbum de estreia, intitulado Problématique; após o mesmo ser vazado na web e ter seu lançamento cancelado, fora então lançada de forma limitada como um single álbum no formato de vinil pela loja Urban Outfitters.

## Antecedentes
A canção foi anunciada pela primeira vez no Twitter por Petras, que disse que seu álbum está "totalmente feito" e que o primeiro single seria lançado nas próximas semanas. Uma apresentação do próximo single foi tocada durante seu setlist no Lollapalooza em 29 de julho de 2021. Após a apresentação, uma pequena prévia foi lançada no próprio site de Petras com um link para pré-salvar a música no Spotify. Em 16 de agosto, um anúncio oficial da data de lançamento foi postado em suas redes sociais, mostrando Petras cercada por baguetes com um pequeno vídeo da música tocando ao fundo.
Em um artigo da Forbes, Petras afirmou que a criação da música começou durante a pandemia de COVID-19 em 2020.

## Vídeo lírico
Petras lançou um vídeo com letra no YouTube de "Future Starts Now" para acompanhar o lançamento. É dirigido por Katia Temkin e Ryan Frank.

## As apresentações ao vivo
"Future Starts Now" foi tocada pela primeira vez por Petras durante seu setlist no Lollapalooza em 29 de julho de 2021. Em 12 de setembro de 2021, Petras apresentou a canção no pré-show do tapete vermelho do VMA 2021.  A cantora fez sua estreia na premiação, entrando pra história como a primeira artista transgênero a se apresentar no evento.

## Faixas e formatos
Digital download
1. "Future Starts Now" – 4:40

Disco de vinil
1. "Future Starts Now" – 4:40
2. "Coconuts" – 2:48

## Histórico de lançamento
| Região | Data                 | Formato(s)                 | Versão          | Gravadora(s)           | Ref.          |
| ------ | -------------------- | -------------------------- | --------------- | ---------------------- | ------------- |
| Várias | 27 de agosto de 2021 | Download digital streaming | Versão original | Amigo Republic BunHead | [ 16 ] [ 17 ] |